# Vergine bambina in estasi
Vergine Bambina in estasi è un dipinto del pittore spagnolo Francisco de Zurbarán, eseguito tra il 1632 e il 1633 e conservato nel Metropolitan Museum of Art a Manhattan.

## Descrizione
L'artista dipinse una serie di tele dedicate a Maria durante la sua infanzia e nella sua vita familiare. All'interno di questo gruppo di dipinti, tutti commissionati da clienti privati, troviamo la Vergine bambina in estasi. È molto simile ad altri dello stesso tema, e coincide anche con loro negli abiti e nei motivi ricamati che adornano la sua camicetta. La vergine bambina appare in estasi, dopo aver interrotto il suo lavoro femminile di cucire, con la faccia assorta e incorniciata da un’aureola di piccoli angeli paffuti.  Ai suoi piedi sono sparsi dei fiorellini colorati, che oltre ad adornare l'immagine, simboleggiano le virtù della futura mamma: fiori blu che indicano fedeltà, fiori gialli l'intelligenza e maturità, le rose per amore e i gigli bianchi per la verginità.
Questi oggetti dettagliati che circondano la scena se dipinte isolatamente potrebbero formare delle nature morte di alta qualità. La tela appare incorniciata da una tenda rossa, che evoca la cortina del tempio, costituendo una specie di altare contadino.